# Pasiphila vieta
Pasiphila vieta är en fjärilsart som först beskrevs av Hudson 1950.  Pasiphila vieta ingår i släktet Pasiphila och familjen mätare. Inga underarter finns listade i Catalogue of Life.